# إنفينيتي جي
إنفينيتي جي، هي سيارة سيدان فاخرة، أنتجتها شركة إنفينيتي العلامة الفاخرة التابعة لشركة نيسان اليابانية، وذلك خلال فترتين زمنيتين: من عام 1991 حتى 1996، ثم من عام 1999 حتى 2016، موزعة على أربعة أجيال متعاقبة.
انطلق الجيلان الأول والثاني من هذه السلسلة، والمعروفتان برموز الإنتاج P10 وP11، كسيارات سيدان مبنية على منصة نيسان بريمييرا. ومع بداية الجيل الثالث، الذي حمل رمز V35، أصبحت طرازات G بمثابة نسخ مخصصة لعلامة إنفينيتي من سلسلة نيسان سكايلاين، وتم تصديرها إلى أسواق أمريكا الشمالية كطرازات سيدان وكوبيه. أما الجيل الرابع (V36) فقد تميز بإضافة نسخة كوبيه مكشوفة بسقف صلب قابل للطي.
اعتمد كل من الجيلين الثالث والرابع على منصة نيسان إف إم، وهي المنصة نفسها التي استخدمت في طراز نيسان 370Z، كما تشاركت هذه الطرازات العديد من مكوناتها مع سيارات إنفينيتي الأخرى مثل M وEX وFX.

بدءًا من طرازات عام 2014، اعتمدت إنفينيتي نظام تسمية جديد لجميع طرازاتها، حيث أصبحت أسماء سيارات الركاب تبدأ بالحرف Q، وأسماء سيارات الدفع الرباعي بالحرفين QX. ووفقًا لهذا النظام، خُطط لاستبدال طراز G بـإنفينيتي Q50، غير أن طراز G37 أُعيد تقديمه لاحقًا تحت اسم Q40، وذلك بدءًا من طرازات عام 2015.